# Rinpung Dzong

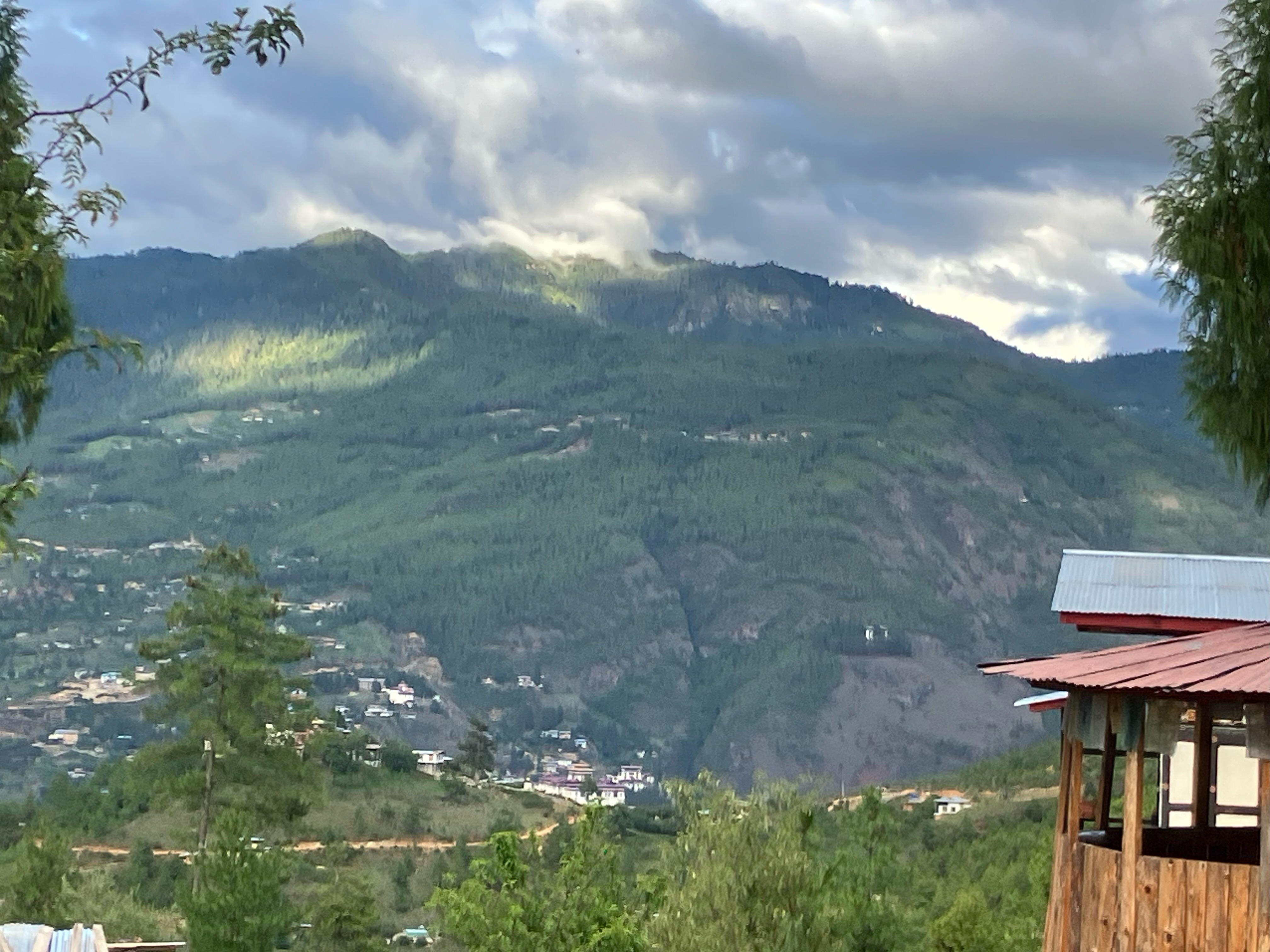
Vue du Rinpung Dzong depuis le couvent Tenchen Choeling

Le Rinpung Dzong, très souvent appelé Paro Dzong, est un large dzong - temple bouddhique et forteresse - de la lignée des Drukpa de l'école Kagyüpa dans le District de Paro au Bhoutan. Ce dernier loge le corps monastique du district ainsi que les bureaux de l'administration gouvernementale du Paro Dzongkhag. Il est listé comme site provisoire dans la liste indicative du Bhoutan dans le but d'une inscription au patrimoine de l'UNESCO.

## Histoire
Durant le 15e siècle, les habitants locaux ont offert le rocher de Hungrel de Paro au Lama Drung Drung Gyal, un descendant de Phajo Drugom Zhigpo. Drung Drung Gyal a construit un petit temple à l'emplacement actuel du Rinpung Dzong, et, plus tard, un Dzong de cinq étages, une vraie forteresse qui était connue sous le nom de Hungrel Dzong.
Certaines scènes du film sorti en 1993 intitulé Little Buddha ont été filmées dans ce dzong. D'après l'histoire de Paro Dzong, écrite par Drungchen Dasho Sangay Dorji, la partie rocheuse sous le Dzong a été nommée 'Ringpung' par Guru Rinpoche pendant le huitième siècle, d'où le fait que le dzong établi plus tard fut connu sous le nom de 'Ringpung Dzong'.

## Sanctuaires et chapelles

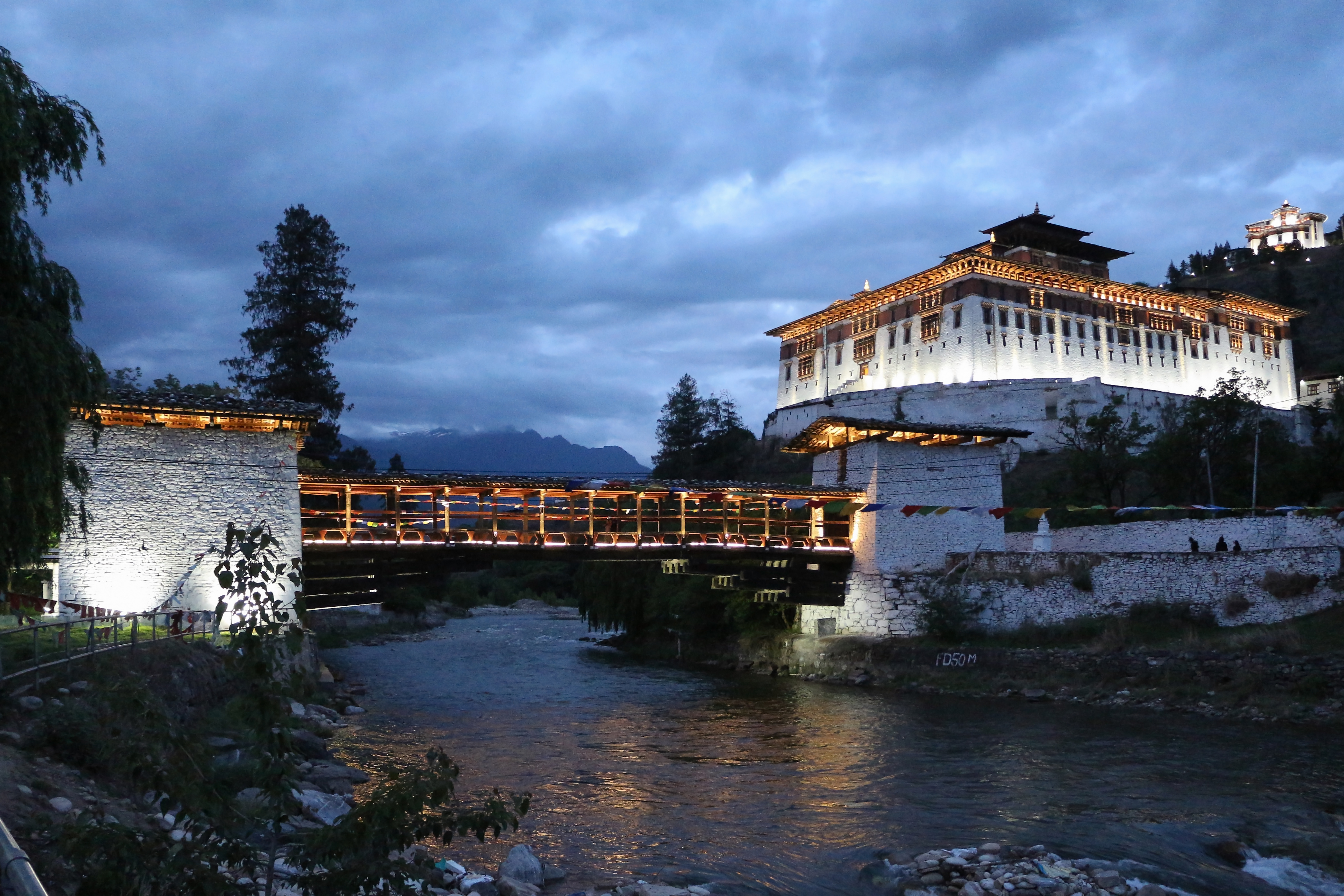
Le Rinpung Dzong et le pont Nemi Zam bridge au coucher du soleil

À l'intérieur du Rinpung Dzong, il y a quatorze sanctuaires et chapelles :
1. Kungarwa
2. La salle de réunion de moines
3. Le Stupa en bois santal
4. Le sanctuaire du protecteur
5. Le temple des huit manifestations de Guru (dzongkha : གུ་རུ་མཚན་རྒྱད་ལྷ་ཁང)
6. La chapelle du lama principal
7. La chapelle d'Amitayus
8. Le sanctuaire du cristal clair
9. La chapelle d'Avalokiteśvara
10. Les appartements de l'abbé
11. La chapelle d'Akshobhya
12. Le temple de révélateur du trésor
13. Les appartements du roi (Gyalpo'i Zimchung)
14. Le temple du Bursar

À l'extérieur du dzong principal se situé le temple Deyangkha.
Sur la colline au-dessus du dzong Rinpung se situe une forteresse de sept étages construite en 1649. En 1968, ce dernier était le lieu où se situait le musée national du Bhoutan.
Juste en bas du Rinpung Dzong se situe un Pont à poutres en porte-à-faux traditionnel et recouvert.

## Festival
Un festival de grande ampleur annuel dénommé tshechu est tenu dans le Rinpung Dzong du onzième au quinzième jour du deuxième mois du calendrier traditionnel lunaire du Bhoutan (c'est donc essentiellement vers le mois de mars ou d'avril du calendrier grégorien). Lors de cette occasion, des images saintes sont transportées en procession. À la suite de cela s'ajoute une série de danses traditionnelles avec un masque qui envoient au spectateur une histoire religieuse. Ces danses sont exécutées par des moines pendant de nombreux jours.
Juste avant l'aube du matin du dernier jour, c'est-à-dire du quinzième jour, une bannière sacrée importante en Tongdrol, appelée Thangka est déployée. Sur celle-ci on peut apercevoir les huit formes ou manifestations de Padmasambhava, (Guru Pema Jungney, Guru Nima Yoezer, Guru singye  dradrong, Guru tshoki Dorji, Guru shacha singye, Guru pema gyelpo, Guru dorji dolo, et Guru lodan Chokse). Cette bannière est déployée pour le public dans les heures du matin, pour respecter et se tenir à la tradition qui consiste à ne pas laisser la lumière du soleil tomber sur cette bannière,,. Le sol sur lequel les moines effectuent leur danse masquée porte le nom de Deyangkha.